# ヒノマルソウル〜舞台裏の英雄たち〜
『ヒノマルソウル〜舞台裏の英雄たち〜』（ヒノマルソウル ぶたいうらのえいゆうたち）は、2021年6月18日に公開された日本映画。
長野五輪におけるスキージャンプ・ラージヒル団体において2回目の競技を行うために、吹雪の中でジャンプを敢行した25人のテストジャンパーの物語を実話を基に描く。長野五輪においてテストジャンパーの1人として活躍した西方仁也を田中圭が演じる。
2021年6月19日、TOHOシネマズ 六本木ヒルズで公開記念舞台挨拶が行われ、田中圭、土屋太鳳、山田裕貴、眞栄田郷敦、小坂菜緒（日向坂46）、飯塚健監督が登壇した。その模様はLINE LIVEにて生配信された。

## あらすじ
日本で行われる冬季五輪、長野五輪の男子スキージャンプ・ラージヒル団体の決勝が行われる日、テストジャンパーを務める西方仁也は特別な思いを秘めてこの日を迎えていた。
前回のリレハンメル五輪で代表だった西方は怪我により今回の五輪で代表から漏れ、テストジャンパーとしてこの長野五輪に参加していた。彼は前回の五輪でジャンプを失敗し金メダルを逃す要因となった原田雅彦に日本スキージャンプ・ラージヒル団体の金メダルを託そうとしていた。裏方として五輪に参加しなければならない悔しさを胸に秘めながらも、西方は仲間たちの奮闘を祈る。
しかし、最初の試技において原田がジャンプを失敗し、日本は4位に転落する。さらに2回目の試技の前にジャンプ台周辺は猛吹雪となり、試技が中断する事態に陥る。このままでは競技が終了し、日本の金メダルの可能性はなくなる。
そんななかで審判団が協議を行い下した結果が「25人全員のテストジャンパーが誰ひとり失敗することなくジャンプを行う」ことを条件に2回目の試技を行うというものだった。日本の金メダル獲得への思いは、25人のテストジャンパーにすべてに託されることとなる。
「絶対に日本に金メダルを獲らせる」という祈りとともに、25人のテストジャンパーは吹雪の舞うジャンプ台に向かう。歓声も拍手も受けることはないが、誇りある名誉を受けた戦士たちの闘いが始まる。

## キャスト
- 西方仁也：田中圭
- 西方幸枝：土屋太鳳[9]
- 高橋竜二：山田裕貴[10]
- 南川崇：眞栄田郷敦[11]
- 小林賀子[注 2]：小坂菜緒（日向坂46）[11]
- 神崎幸一：古田新太[13]
- 葛西紀明：落合モトキ
- 岡部孝信：大友律
- 船木和喜：狩野健斗
- 斉藤浩哉：山田英彦
- 西方弘：大河内浩
- 西方タカヨ：唐木ちえみ
- 西方慎護：加藤斗真
- 室谷：菅原大吉[14]
- 原田雅彦：濱津隆之
- 八十田勇一[15]

## スタッフ
- 企画プロデュース：平野隆
- プロデューサー：宇田川寧、辻本珠子、刀根鉄太
- 脚本：杉原憲明、鈴木謙一
- 音楽：海田庄吾
- 共同プロデューサー：水木雄太
- ラインプロデューサー：田口雄介
- 撮影：川島周、山崎裕典
- 照明：本間大海
- 美術：佐久嶋依里
- 装飾：堀口浩明
- 録音：反町憲人
- 音響効果：松浦大樹
- 編集：相良直一郎
- VFXスーパーバイザー：小坂一順
- スクリプター：石川愛子
- 衣裳：白石敦子
- ヘアメイク：内城千栄子
- 助監督：安達耕平
- 制作担当：狭間聡司
- 音楽プロデューサー：溝口大悟
- 配給：東宝
- 制作プロダクション：ダブ
- 映画「ヒノマルソウル〜舞台裏の英雄たち〜」製作委員会（TBSテレビ、東宝、トライストーン・エンタテイメント、毎日放送、KDDI、ジェイアール東日本企画、TCエンタテインメント、CBCテレビ、RKB毎日放送、毎日新聞社、WOWOW、ダブ、北海道放送、小学館、LINE、信越放送）
- 監督：飯塚健

## 主題歌
MISIA「想いはらはらと」（Sony Music Labels）
作詞・作曲：川谷絵音 / 編曲：冨田恵一

## 挿入歌
MAN WITH A MISSION「Perfect Clarity」（Sony Music Labels）
作詞・作曲：Kamikaze Boy / 編曲： MAN WITH A MISSION、草間敬

## 劇中使用曲
「TOKIO」
作詞：糸井重里 / 作曲：加瀬邦彦

## メディア展開

### 小説
涌井学によるノベライズ作品が映画公開に先駆けて刊行。2021年2月5日発売の文庫本（ISBN 978-4-09-406768-2）と、同年4月16日発売の小学館ジュニア文庫版（ISBN 978-4-09-231337-8）の2形態で発売。

### 漫画
コミカライズ版が『サンデーうぇぶり』にて2021年4月1日から2021年5月20日まで連載された。映画のシナリオを元にしたオリジナルストーリーとなっている。
- 飯島いちる（漫画） / 杉原憲明、鈴木謙一（脚本）『ヒノマルソウル』小学館〈サンデーうぇぶりSSC〉、2021年5月7日発売[25]、ISBN 978-4-09-850133-5

## 関連番組
- 『まもなく公開！ 映画「ヒノマルソウル～舞台裏の英雄たち～」舞台裏の俳優たちSP』（2021年5月27日、TBSテレビ）[26]
- 『大ヒット公開中！「ヒノマルソウル〜舞台裏の英雄たち〜」涙と歓喜の大感謝SP』（2021年6月24日、TBSテレビ）[27][28]

## 関連商品

### 劇場オリジナルグッズ
劇場販売、および、通信販売。

### DVD・Blu-ray
| リリース日     | タイトル                                  | 規格        | レーベル | 規格品番  | 封入特典               | 映像                                       |
| -------------- | ----------------------------------------- | ----------- | -------- | --------- | ---------------------- | ------------------------------------------ |
| 2021年12月03日 | ヒノマルソウル～舞台裏の英雄たち～ 通常版 | DVD         | TBS      | TCED-6090 |                        | 本編Disc1枚                                |
| 2021年12月03日 | ヒノマルソウル～舞台裏の英雄たち～ 通常版 | Blu-ray     | TBS      | TCBD-1163 |                        | 本編Disc1枚                                |
| 2021年12月03日 | ヒノマルソウル～舞台裏の英雄たち～ 豪華版 | DVD+DVD     | TBS      | TCED-6091 | メモリアルブックレット | 本編Disc1枚+特典Disc1枚 メイキング映像ほか |
| 2021年12月03日 | ヒノマルソウル～舞台裏の英雄たち～ 豪華版 | Blu-ray+DVD | TBS      | TCBD-1164 | メモリアルブックレット | 本編Disc1枚+特典Disc1枚 メイキング映像ほか |

## 関連書籍
- 映画『ヒノマルソウル~舞台裏の英雄たち~』オフィシャルブック（2021年4月19日、サンマーク出版）[31]

## テレビ放映
| 回数 | 放送局    | 放送枠   | 放送日        | 放送時間    | 放送分数 | 平均世帯 視聴率 | 備考         |
| ---- | --------- | -------- | ------------- | ----------- | -------- | --------------- | ------------ |
| 1    | TBSテレビ | （なし） | 2025年3月11日 | 2:05 - 4:00 | 115分    | 0.6%            | 地上波初放送 |

- 地上波放送・関東地区のみ記載。
- 視聴率はビデオリサーチ調べ。関東地区でのデータ。